# William R. Cheswick

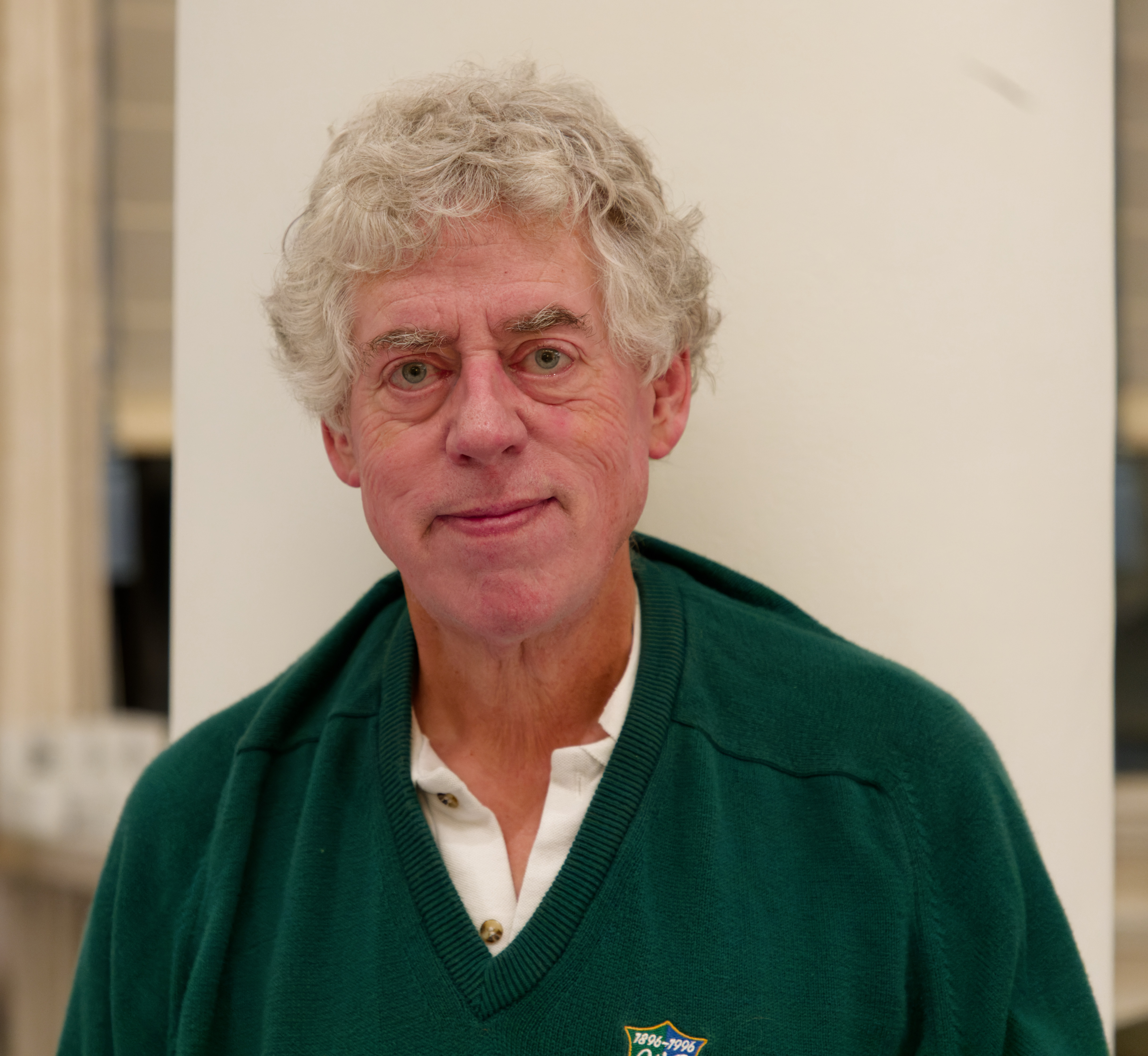
William R. Cheswick (2024)

William R. „Bill“ Cheswick (geb. vor 1970) ist ein US-amerikanischer Internet-Sicherheitsexperte.

## Leben
William Cheswick ging in Lawrenceville, New Jersey, zur Schule (Lawrenceville School, Abschluss 1970) und studierte an der Lehigh University mit dem Bachelor-Abschluss 1975. Noch auf der Universität entwickelte er einen Texteditor und arbeitete nach dem Studienabschluss als Programmierer für das American Newspaper Publishers Association/Research Institute und als Systemprogrammierer bei der Computer Sciences Corporation in Warminster, wobei er sich vor allem mit CDC Computersystemen befasste. 1978 bis 1987 war er bei der Systems and Computer Technology Corporation und ab 1987 bei den Bell Laboratories in Murray Hill. Dort war er mit Steven M. Bellovin ein Pionier bei Firewalls, was zu ihrem 1994 veröffentlichten Standardwerk Firewalls and Internet Security führte. Beide entwickelten auch einen der ersten Honeypots. 1998 begann er mit Hal Burch das Internet Mapping Project zur graphischen Darstellung von Internet-Netzwerken. 2000 verließ er Bell-Labs und war bis 2006 leitender Wissenschaftler für den Startup Lumeta, der Internet Mapping verfolgte. 2007 bis 2012 war wieder bei ATT Labs in Florham Parks (New Jersey).
1990 prägte er den Begriff Proxy.
Er arbeitet auch an Software für Ausstellungen in Wissenschaftsmuseen.

## Werke
- mit Steven M. Bellovin: Firewalls and Internet security: repelling the wily hacker, Addison-Wesley 1994, 2. Auflage (mit Aviel D. Rubin) 2003.
  - Deutsche Übersetzung Firewalls und Sicherheit im Internet: Schutz vor cleveren Hackern, München: Addison-Wesley, 2. Auflage, 2004.